# 빌 포프
빌 포프, A.S.C. (1952년 6월 19일 출생)는 미국의 촬영 감독이다. 샘 레이미, 더 워쇼스키스, 에드거 라이트 감독과의 협업으로 잘 알려져 있다. 또한 크리스 아이작, 메탈리카, 드레이크와 같은 아티스트들의 수많은 뮤직 비디오를 촬영 및 감독했으며, 코스모스 다큐멘터리 시리즈의 8개 에피소드에 참여했다.

## 어린 시절
포프는 켄터키주 볼링그린에서 태어났다. 그는 칼리지 고등학교와 뉴욕 대학교에서 미술 석사 학위를 받았다. 졸업 전, 포프는 1978년 5월 21일 제5회 스튜던트 아카데미상 다큐멘터리 부문 오스카를 수상한 '더 식스스 위크'라는 학생 영화의 촬영 감독으로 일했다.

## 필모그래피

### 영화
| 아직 개봉되지 않은 영화 | 아직 개봉되지 않은 영화를 나타냄 |

| 연도 | 제목                        | 감독                      | 비고                       |
| ---- | --------------------------- | ------------------------- | -------------------------- |
| 1990 | 다크맨                      | 샘 레이미                 |                            |
| 1991 | 클로셋 랜드                 | 라다 바라드와즈           |                            |
| 1992 | 이블 데드 3 - 암흑의 군단   | 샘 레이미                 |                            |
| 1993 | 트래비의 실종               | 로버트 리버만             |                            |
| 1994 | 백지 수표                   | 루퍼트 웨인라이트         |                            |
| 1995 | 클루리스                    | 에이미 해커링             |                            |
| 1996 | 바운드                      | 더 워쇼스키스             |                            |
| 1997 | 그리드락 디                 | 본디 커티스홀             |                            |
| 1998 | 제로 이펙트                 | 제이크 캐즈던             |                            |
| 1999 | 매트릭스                    | 더 워쇼스키스             |                            |
| 2000 | 일곱가지 유혹               | 해럴드 레이미스           |                            |
| 2003 | 매트릭스 2: 리로디드        | 더 워쇼스키스             | 연속 촬영                  |
| 2003 | 매트릭스 3: 레볼루션        | 더 워쇼스키스             | 연속 촬영                  |
| 2004 | 스파이더맨 2                | 샘 레이미                 |                            |
| 2004 | 팀 아메리카: 세계 경찰      | 트레이 파커               |                            |
| 2006 | 퍼                          | 스티븐 셰인버그           |                            |
| 2007 | 스파이더맨 3                | 샘 레이미                 |                            |
| 2008 | 스피릿                      | 프랭크 밀러               |                            |
| 2010 | 스콧 필그림                 | 에드거 라이트             |                            |
| 2012 | 체이싱 매버릭스             | 마이클 앱티드 커티스 핸슨 |                            |
| 2012 | 맨 인 블랙 3                | 배리 소넌펠드             |                            |
| 2013 | 지구가 끝장 나는 날         | 에드거 라이트             |                            |
| 2016 | 정글 북                     | 존 패브로                 |                            |
| 2017 | 베이비 드라이버             | 에드거 라이트             |                            |
| 2019 | 왕이 될 아이                | 조 코니시                 |                            |
| 2019 | 알리타: 배틀 엔젤           | 로버트 로드리게스         |                            |
| 2019 | 미녀 삼총사 3               | 엘리자베스 뱅크스         |                            |
| 2020 | 보이즈 인 더 밴드           | 조 만텔로                 |                            |
| 2021 | 샹치와 텐 링즈의 전설       | 데스틴 대니얼 크레턴      | "윌리엄 포프"로 크레디트됨 |
| 2023 | 앤트맨과 와스프: 퀀텀매니아 | 페이턴 리드               |                            |
| 2024 | Y2K                         | 카일 무니                 |                            |
| 2024 | 언프로스티드                | 제리 사인펠드             | "윌리엄 포프"로 크레디트됨 |
| 2025 | 드래곤 길들이기             | 딘 드블루아               |                            |
| 2026 | 샌드 헬프                   | 샘 레이미                 | 후반 작업 중               |

### 텔레비전
| 연도 | 제목                                | 감독                         | 비고                             |
| ---- | ----------------------------------- | ---------------------------- | -------------------------------- |
| 1992 | 아메리칸 플레이하우스               | 로버트 앨런 애커먼           | "미시즈 케이지" 에피소드         |
| 1998 | 맥시멈 밥                           | 배리 소넌펠드                | "파일럿" 에피소드                |
| 1999 | 프릭스 앤 긱스                      | 제이크 캐즈던                | "파일럿" 에피소드                |
| 2014 | 코스모스 (2014년 텔레비전 프로그램) | 브래넌 브라가 본인 앤 드리앤 | 다큐멘터리 시리즈; 13개 에피소드 |
| 2016 | 프리처                              | 세스 로건 에번 골드버그      | 에피소드 "파일럿"                |

### 비디오 게임
| 연도 | 제목             | 비고           |
| ---- | ---------------- | -------------- |
| 2003 | 엔터 더 매트릭스 | 실사 촬영 감독 |

### 뮤직 비디오
| 연도 | 제목                        | 아티스트       |
| ---- | --------------------------- | -------------- |
| 1983 | "Hold Back the Night"       | 알도 노바      |
| 1984 | "Bitchen Party"             | 로페즈 비틀즈  |
| 1986 | "Nasty"                     | 자넷 잭슨      |
| 1986 | "Mercy Street"              | 피터 가브리엘  |
| 1986 | "Red Rain"                  | 피터 가브리엘  |
| 1987 | "We'll Be Together"         | 스팅           |
| 1987 | "The Ledge"                 | 리플레이스먼츠 |
| 1988 | "In Your Room"              | 뱅글스         |
| 1988 | "I Did It For Love"         | 마이클 존슨    |
| 1988 | "That's That"               | 마이클 존슨    |
| 1989 | "One"                       | 메탈리카       |
| 1989 | "After All This Time"       | 로드니 크로웰  |
| 1990 | "Without You"               | 머틀리 크루    |
| 1995 | "Somebody's Crying"         | 크리스 아이작  |
| 1995 | "Go Walking Down There"     | 크리스 아이작  |
| 1996 | "Graduation Day"            | 크리스 아이작  |
| 2013 | "Hold On, We're Going Home" | 드레이크       |
| 2014 | "Gust of Wind"              | 퍼렐 윌리엄스  |
| 2018 | "Colors"                    | 벡             |

## 수상 경력
| 연도 | 시상식                   | 부문                                     | 작품                                               | 결과 |
| ---- | ------------------------ | ---------------------------------------- | -------------------------------------------------- | ---- |
| 1996 | 인디펜던트 스피릿 어워드 | 인디펜던트 스피릿 어워드 촬영상          | 바운드                                             | 후보 |
| 1999 | 영국 아카데미 영화상     | 영국 아카데미 영화상 촬영상              | 매트릭스                                           | 후보 |
| 2004 | 새틀라이트상             | 새틀라이트상 촬영상                      | 스파이더맨 2                                       | 후보 |
| 2014 | 프라임타임 에미상        | 프라임타임 에미상 논픽션 프로그램 촬영상 | 코스모스 ("Standing Up in the Milky Way" 에피소드) | 후보 |
| 2016 | 새틀라이트상             | 최우수 촬영상                            | 정글북                                             | 후보 |